# 克里斯·马洛
克里斯·马洛（英語：Chris Marlowe，1951年9月28日—），生于洛杉矶，美国男子排球运动员。他曾代表美国国家队参加1984年夏季奥林匹克运动会排球比赛，获得一枚金牌。